# (185) Эвника
(185) Эвника (др.-греч. Ευνίκη) — крупный астероид главного пояса, с очень низким альбедо поверхности, состоящей, вероятно, из простейших углеродных соединений. Он был открыт 1 марта 1878 года германо-американским астрономом К. Г. Ф. Петерсом в Клинтоне, США и назван в честь одной из нереид древнегреческой мифологии, чьё имя переводится как «счастливая победа». Название было дано в честь Сан-Стефанского договора 1878 года.
Японский инфракрасный спутник Akari не выявил наличия на Эвнике гидратированных минералов.

Орбита астероида Эвника и его положение в Солнечной системе
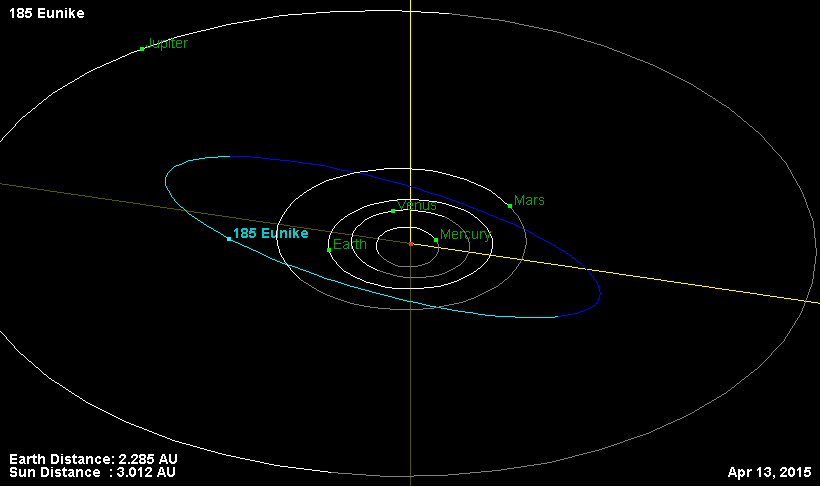
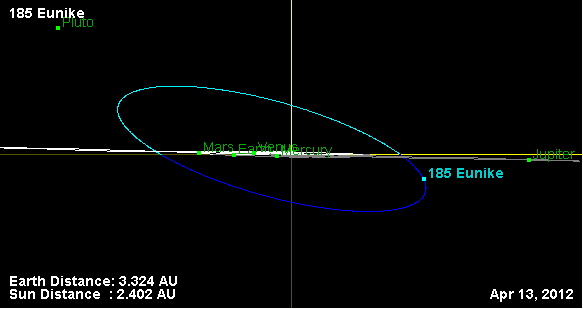

Всего было зафиксировано три покрытия звёзд этим астероидом.